# مانيبورا

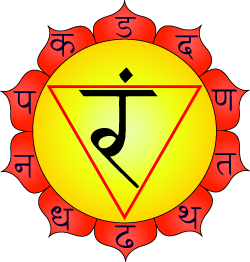
شاكرا مانيبورا ويظهر أن لها عشر بتلات وتحمل الأحرف السنسكريتية. وحرف الجذر الموجود بالوسط هو رام والعنصر الأساسي هو النار كما هو ظاهر بالصورة كمثلث أحمر.

مانيبورا ((بالسنسكريتية: मणिपूर)‏:‏ Maṇipūra) وتعني مركز مدينة الجواهر، وهي الشاكرا الثالثة الرئيسية حسب التقاليد وثقافة الهند القديمة وتسمى أيضا باسم شاكرا الضفيرة الشمسية وتتمثل باللون الأصفر.

## الوصف

### الموقع
يقع المانيبورا في العمود الفقري مباشرة وراء السرة أو الضفيرة الشمسية حسب النظام، في حين تقع نقطة كشترام أو نقطة التنشيط الظاهري على السرة مباشرة (أو الضفيرة الشمسية).

### المظهر
تتمث المانيبورا بواسطة علامة مثلث أحمر هابط، ومنطقة نارية ضمن دائرة صفراء لامعة، و 10 بتلات زرقاء داكنة أو سوداء تشبه غيوم محملة بالمطر. ويوجد على كل زاوية من زوايا المثلث صليب معقوف على شكل حرف T.

## الوظيفة
تعتبر المانيبورا أو شاكرا الضفيرة الشمسية بأنها مركز الديناميكية الإرادة والطاقة والإنجاز (شاكتي)، والتي تشع قوة الحياة -البرانا- في جميع أنحاء الجسم البشري. وترتبط مع طاقة النار والهضم. وأيضا ترتبط مع حاسة البصر والنشاط الحركي.
وبما أنها مرتبطة بالجهاز العصبي المستقل وبالبنكرياس والكبد، وهي الشاكرا الأكبر والأقوى. وتكمن وظيفتها في عمليات تنقية الجسم وإزالة السموم من الجهاز الهضمي والغدتين الكظريتين والبنكرياس والكبد.

## وصلات خارجية
- وصف لشاكرا المنيبورا من Kheper.net
- Manipura - طاقة الشاكرا من Anodea Judith